# Aleyrodes albescens
Aleyrodes albescens là một loài côn trùng cánh nửa trong họ Aleyrodidae, phân họ Aleyrodinae.
Aleyrodes albescens được Hempel miêu tả khoa học đầu tiên năm 1922.